# 卡利亚
卡利亚（Khalia），是印度西孟加拉邦Haora县的一个城镇。总人口4957（2001年）。

## 人口
该地2001年总人口4957人，其中男性2595人，女性2362人；0—6岁人口530人，其中男264人，女266人；识字率68.59%，其中男性为74.18%，女性为62.45%。